# ピエモンテ革命
ピエモンテ革命(ピエモンテかくめい、イタリア語: Rivoluzione Piemonte)は、1821年におもにサルデーニャ王国トリノで発生した、立憲と議会設置を求めた民衆反乱である。カルボナリが関与したほか、王族でありながらも立憲や近代化に積極的なカルロ・アルベルトが革命勢力に協力した。1815年から1870年にかけての「イタリア統一運動」の中で最も早期に起きた出来事の一つである。

## 背景
1820年にはナポリ革命やシチリア革命の影響を受け、サルデーニャ王国でも立憲を求める声が高まっていた。またカルボナリや穏健派はそんな動きの中で、着々と蜂起を計画していた。
穏健派に属するロンバルド＝ヴェネト王国のフェデリーコ・コンファロニエリ伯も蜂起を考えており、それはナポリ革命への干渉のためオーストリア帝国軍がナポリに出払い、ロンバルディアを留守にする機会を狙っていた。また単独での蜂起は成功の望みが薄いとして、ピエモンテの蜂起を目指す諸侯やカルボナリとも連携を取った。しかしながら、ナポリ革命政府はオーストリア帝国軍に対して劣勢に立たされ、結果連携した蜂起は現実的なものでなくなりつつあった。
それと時同じくして1821年1月には立憲を求める学生がトリノ大学で軍隊と衝突する事件が発生し、学生に多くの負傷者を出した。この当局の弾圧の激しさは世論の反感を買い、一方で王族でありながらも彼らを見舞いまた連帯を示したカルロ・アルベルトは、革新派にとって立憲を主導する象徴的な役割を担い始めていた。

## 革命

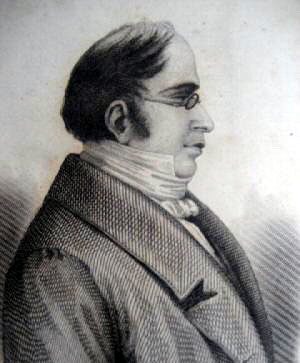
ピエモンテ革命を主導したサントッレ・ディ・サンタローザ

### 革命の始まり
1821年3月6日の夜、トリノにおいて立憲を求める声が高まっていることを受け、王の幕僚であったカルロ・ディ・サンマルツァーノや歩兵少佐のサントッレ・ディ・サンタローザ、ジャチント・プロヴァナやグリエルモ・グリバルディ・モッファがカルロ・アルベルトのもとを訪ねた。そこで話し合われたことは軍隊による立憲を求めた決起についてで、サンタローザたちはカルロ・アルベルトにその先頭に立つことを願った。当初はこれを快諾したカルロ・アルベルトだったが、翌朝以降は慎重派の貴族チェザーレ・バルボの諌言などもあり次第に態度を曖昧化、最終的にはこの誘いを断った。
しかしカルロ・アルベルトの決断は遅く、3月9日には中都市アレッサンドリアのサルデーニャ王国軍駐留部隊がグリエルモ・アンサルディに率いられて憲法制定を求めて決起。彼らは自らを「仮政府」として3月10日ヴィットーリオ・エマヌエーレ1世を国王に推戴しながらスペイン1812年憲法の採択を宣言し、次いで11日にはイタリア王国の名の下にオーストリア帝国に対し民族独立のための宣戦布告をした。数日でその反乱は首都トリノへと広がり、一部の軍隊・市民・学生が都市の複数区画を占拠して三色旗を掲げる事態となった。
こうしてトリノはサルデーニャ王国の支配が及ばなくなった。ヴィットーリオ・エマヌエーレ1世は退位し、代わってカルロ・フェリーチェがサルデーニャ王となった。しかしフェリーチェはこの当時トリノにはいなかったため、王位継承者であったカルロ・アルベルトが摂政に指名されて実質的な指揮を執った。カルロ・アルベルトは3月14日にスペイン1812年憲法の採択を宣言し、革命の主要人物や民衆はそれを歓迎した。この間に反乱はトリノからピエモンテ各地、そしてロンバルド＝ヴェネト王国へと波及した。

### 革命の瓦解

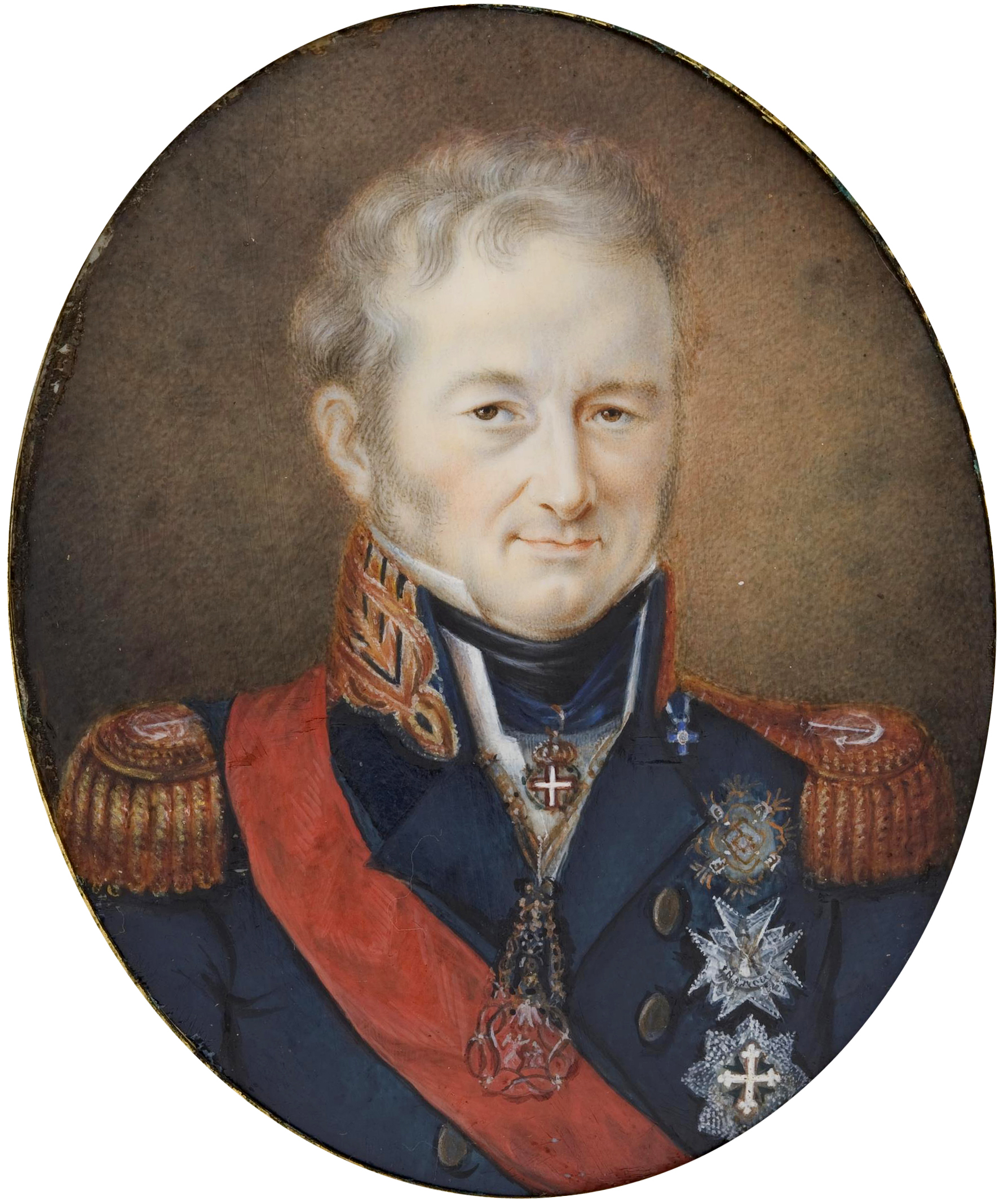
ピエモンテ革命を弾圧したカルロ・フェリーチェ

ただし、新王カルロ・フェリーチェはヴィットーリオ・エマヌエーレ1世を凌ぐ保守的な王として知られ、当然革命を許容しなかった。そしてカルロ・アルベルトにも反革命姿勢を明示しノヴァーラに赴くよう指令を出したが、カルロ・アルベルトはこれを無視。サントッレ・ディ・サンタローザを陸軍大臣に任命してなおも革命への同調姿勢を見せたが、最終的には3月21日に戦争の危険を感じ取ってノヴァーラに逃れている。一方ノヴァーラには王に忠実な兵士が集結しヴィットーリオ・アメデオ・サリーエ・デ・ラ＝トゥール将軍が革命政府の鎮圧命令を受けていた。さらには宣戦布告を受けていた反革命主義を鮮明にするオーストリア帝国が正式にフェリーチェの要請を受けて革命鎮圧に乗り出す。これによってピエモンテ革命の首謀者たちは王室に見捨てられ、反乱者となった。
陸軍大臣サントッレ・ディ・サンタローザはこれら革命鎮圧の動きに対して、徹底抗戦の姿勢を示した。ロンバルディアに進軍してオーストリア帝国軍を迎え撃つことを考えたが、ロンバルディア貴族フェデリーコ・コンファロニエリからはそれを思いとどまるよう忠言が届いたためそれを断念。4月初めにはオーストリア帝国軍がサルデーニャ王国内に侵入して散発的な戦闘が発生し、4月8日には決起部隊約4000名がノヴァーラで王党派と戦って全滅、これが革命崩壊の合図となった。5月9日にはアレッサンドリアをオーストリア帝国軍が占領し、10日にはヴィットーリオ・アメデオ・サリーエ・デ・ラ＝トゥール将軍がトリノを占領した。これにより革命政府は解体され、指導者たちはスイスやフランスへと亡命を余儀なくされた。

## 影響
1820年代には、ナポリ革命、シチリア革命、そしてピエモンテ革命の三つの革命が相次ぎ、そのうちピエモンテ革命は最後のものであった。これら三つの革命にはカルボナリが関与していること、革命の主体が軍人や貴族、文官や大学教授、法律家や医師などに限定されていて民衆の支持を思ったほど得られなかったことが共通点として挙げられる。
また、ナポリ革命とピエモンテ革命はいずれも専制主義を肯定し民主的な革命を否定するオーストリア帝国との争いによって圧殺された。結果、ピエモンテには1823年まで、ナポリには1827年までオーストリア帝国軍が駐留し、この事実はイタリア統一運動が「専制主義との戦い」や「立憲を求める反乱」から「オーストリア帝国の支配からの脱却」への様相を変化させていく引き金となった。